# Bartomeu Amengual Andreu
Bartomeu Amengual Andreu. (Felanitx, Mallorca, 1866 — Barcelona, 1961). Va ser periodista, economista i jurista. Estudià dret a la Universitat de Barcelona.
Establert a Barcelona el 1894, ocupà diversos càrrecs relacionats amb el sector de l'economia i del comerç —impulsor de la Zona Franca de Barcelona, secretari de la Cambra de Comerç (1904) i fundador dels sindicats d'iniciativa i societats d'atraccions de forasters de Barcelona (1907) El 1902, fou secretari de la Cambra i Navegació de Barcelona i va ocupar càrrecs en el Consell d'Economia Nacional de Madrid. El 1909 va fundar la Societat d'Atracció de Forasters de Barcelona. També participà en empreses nacionals i internacionals, i en l'organització de cursets especials.
Com a periodista va escriure en diverses publicacions d'àmbit català i estranger sobre economia i literatura. Va escriure El Felanigense, va col·laborar a l'Almudaina de Palma i fou crític teatral del Diari de Barcelona entre 1896 i 1905.